# Емелькино (Татарстан)
Емелькино (чув. Кивӗ Этемшӳ) — деревня в Аксубаевском районе Республики Татарстан. Административный центр Емелькинского сельского поселения. На 2017 год в деревне числилось 7 улиц.

## География
Располагается на реке Адамка. Находится в 21 км к северо-западу от поселка городского типа Аксубаево и в 119 км к юго-востоку от Казани. Высота центра селения над уровнем моря — 139 м.

## Название
Название-патроним: по имени одного из первопоселенцев — Емельке.

## История
Основано во второй половине XVIII века чувашскими крестьянами из Цивильского уезда. По легенде, «когда переправлялись через Волгу, переселенцы уложили женщин и детей в мешки, чтобы надзиратели приняли переправлявшихся за торговцев и не чинили им препятствий».
До 1860-х годов жители деревни относились к категории государственных крестьян. Жители деревни занимались земледелием и разведением скота.
В период с 1909 по осень 1911 года в деревне вручную были выкопаны два озера.
В начале XX века в Емелькино функционировали школа Братства святителя Гурия, 2 мельницы, мелочная лавка.
До 1920 года село входило в Ново-Адамскую волость Чистопольского уезда Казанской губернии. С 1920 года в составе Татарской АССР. С 29 августа 1977 года в составе Аксубаевского района.

## Известные жители
- Моргунова Любовь Васильевна (1971) — российская легкоатлетка (марафонский бег), мастер спорта международного класса России.